# 虎狛神社のクロマツ
虎狛神社のクロマツ（こはくじんじゃのクロマツ）は、東京都調布市佐須町（さずまち）の虎狛神社境内に生育していたクロマツの巨木である。推定の樹齢は300年以上といわれ、『江戸名所図会』に取り上げられたほど古くから知られた木であった。東京都内で有数のクロマツの大木であり、1964年（昭和39年）に東京都の天然記念物に指定された。
しかし、落雷や松くい虫の被害に遭って衰弱し、1996年（平成8年）に枯死したため、1999年（平成11年）に天然記念物の指定を解除されている。
しばしば「虎柏神社のクロマツ」とも表記される。

## 由来
京王線を布田駅で下車して駅前から三鷹通りを歩き、佐須町交差点で左折してさらに少し歩くと、そこに小さな神社が鎮座している。この神社が虎狛神社で、文献には「崇峻天皇二年祭事有」と記載のある古い歴史を持つ。
深大寺の開山である満功上人の祖父母「右近」と「虎」を祀った神社で、「虎」の名と「柏野（かしわの）の里」と呼ばれていた当時の地名から「虎柏神社」の呼称もあると伝わる。なお資料によっては、満功の母の名が「虎」であると記述している。
社殿の向かって左側の境内の外れにあたる窪地に近い部分に、かつてクロマツの巨木が生育していた。この木が虎狛神社のクロマツで、1993年（平成5年）の時点では樹高28メートル、幹囲4.45メートル、枝張り8メートルを測っていた。根元こそやや東方向に反ってはいるが、主幹は天を目指してまっすぐに伸び、枝張りは傘状に大きく広がっていた。
推定の樹齢は300年以上で、灰黒色を呈した樹皮の一部に大きな裂け目が一直線に入っていた。この木は『江戸名所図会』にも取り上げられていて、社殿の西側にも同様のマツが生育していたことを伝える記述もあった。
この木は神木としてよく保存され、小枝の枯損が見られる程度で樹勢はきわめて盛んであった。クロマツの大木として東京都内で有数のものであり、かつては都内の三巨松に数えられていた。1964年（昭和39年）4月28日には、東京都の天然記念物に指定された。
この貴重な木を守るために、様々な手段がとられた。落雷の被害に遭って梢端部から根に至るまで一部の樹皮がはがれたため防腐剤を塗布したが、1986年（昭和61年）にはその部分にシロアリが大発生していたので防蟻処理を実施したり、鉄索で樹幹の傾きを直したりの対策をとった。しかし、松くい虫の被害に遭って1996年（平成8年）に枯死し、1999年（平成11年）3月3日に東京都の天然記念物指定が解除となった。

## 交通アクセス
所在地
- 東京都調布市佐須町1-14-3　虎狛神社境内

交通
- 京王線布田駅下車　徒歩約15-18分[2][1]。
- 京王線調布駅北口からバス
  - 京王バス　吉14系統 吉祥寺駅行き 「佐須」停留所下車 徒歩約3分[3]。
  - 調布市ミニバス　北路線 調36系統「上ノ原循環」または調37系統「都営深大寺住宅」行き 「虎狛神社」停留所下車すぐ